# Мале, Жан-Ролан
Жан-Ролан Мале (фр. Jean-Roland Malet; 1675 — 12 апреля 1736, Париж ) — французский экономист и историк финансов. Член Французской академии (кресло № 40, с 1714 по 1736).

## Биография
Родился в семье столяра. Сделал карьеру в королевской финансовой администрации, был генеральным комиссаром морских поставок в Кане (Нормандия), занимал пост ближайшего помощника министра финансов Франции Николя Демаре (1648—1721), для которого написал труд Comptes rendus de l’Administration des Finances du Royaume de France («Счета финансовой администрации королевства»). Служил секретарём короля Людовика XIV и генеральным казначеем военных пенсий в 1707 году.  Был главным комиссаром финансов при Генеральном контролёре.
Считается первым историком финансов французской монархии.
В 1713 году Мало написал оду Ode sur les glorieux succès des armes du Roy («О славных победах королевской армии»), посвящённую королю, которая по решению членов Академии выиграла премию в области поэзии. В 1714 году при поддержке Николя Демаре был избран во Французскую академию (кресло № 40). В 1720 году написал историю французских государственных финансов со времен Генриха IV, которая была опубликована лишь в 1789 году. Сейчас эта работа признана уникальным историческим документом.

## Избранные труды
- Ode sur les glorieux succès des armes du Roy (1713)
- Comptes rendus de l’Administration des Finances du Royaume de France, pendant les 11 dernières années du Règne de Henri IV, le Règne de Louis XIII, et soixante-cinq années de celui de Louis XIV , ouvrage posthume de M. Mallet. London 1789 Buisson, Paris 1789.